# 서울산 나들목

서울산(삼남) 요금소

서울산 나들목(W.Ulsan IC)은 울산광역시 울주군 삼남읍 교동리에 설치된 경부고속도로의 6번 나들목이다. 기존 울산고속도로의 평면 교차로인 언양 나들목의 이설을 위해 1997년 5월에 사업비 472억원을 들이고 착공하여 2000년 9월 8일에 개통되었다. 국도 제35호선을 통해 언양읍, 삼남읍으로 진출가능하다.
서울특별시와의 혼동을 방지하기 위해 부산방향 안내 표지판에는 (서)울산으로 표기되어 있으며 2020년 이전까지 (서) 부분은  주황색으로 특별히 강조되어 있었다.

## 연혁
- 1996년 3월 25일 : 1998년 12월까지 언양 나들목 이설 공사로 인해 경상남도 울주군 삼남면 교동리 730m 구간 도로구역 변경[2]
- 1997년 5월 : 나들목 신설 착공
- 2000년 8월 : 나들목 명칭을 서울산 나들목으로, 요금소 명칭을 서울산(삼남) 요금소로 확정
- 2000년 9월 8일 : 나들목 신설 개통과 함께 영업 개시[3][4]

## 구조물 정보
- 위치: 울산광역시 울주군 삼남읍 교동리
- 영업소 : 울산광역시 울주군 삼남읍 반구대로 760 (교동리)

## 접속하는 도로
- 국도 제35호선 (반구대로)

## 명칭
1999년에 서울산 나들목의 개통을 앞두고 한국도로공사와 울산광역시, 울주군 삼남읍 간에 이 나들목의 명칭 결정에 대한 논쟁이 있었는데, 그 당시 한국도로공사는 이 나들목이 언양 나들목의 이설을 위해 신설된 나들목이기 때문에 언양 나들목의 명칭을, 울산광역시는 1997년 7월에 울주군이 경상남도에서 울산광역시로 편입되었기 때문에 서울산 나들목을, 울주군 삼남읍은 이 나들목이 울주군 삼남읍에 위치해 있기 때문에 삼남 나들목을 이 나들목의 명칭으로 사용할 것을 각각 주장하였다. 그리고 오랜 갈등 끝에 서울산 나들목 개통 한 달 앞두고 울산광역시와 울주군 삼남읍의 의견이 받아들여져, 나들목 명칭이 현재의 서울산 나들목으로 최종 확정되었고, 요금소 명칭은 서울산(삼남) 요금소로 확정되었다.

## 교통량 정보
| 요금소          | 통행량 (대/일) | 통행량 (대/일) | 통행량 (대/일) | 통행량 (대/일) | 통행량 (대/일) | 통행량 (대/일) | 통행량 (대/일) | 통행량 (대/일) | 통행량 (대/일) | 통행량 (대/일) | 각주  |
| 요금소          | 2001년         | 2002년         | 2003년         | 2004년         | 2005년         | 2006년         | 2007년         | 2008년         | 2009년         | 2010년         | 각주  |
| --------------- | -------------- | -------------- | -------------- | -------------- | -------------- | -------------- | -------------- | -------------- | -------------- | -------------- | ----- |
| 서울산 (폐쇄식) | 8,265          | 8,549          | 8,822          | 6,818          | 8,033          | 7,818          | 8,290          | 8,200          | 8,413          | 8,695          | [ 6 ] |
| 요금소          | 2011년         | 2012년         | 2013년         | 2014년         | 2015년         | 2016년         | 2017년         | 2018년         | 2019년         |                | [ 6 ] |
| 서울산 (폐쇄식) | 8,931          | 9,130          | 9,599          | 9,541          | 10,369         | 10,374         | 10,283         | 10,114         | 10,150         |                | [ 6 ] |